# Germantown (Schiff, 1986)
Die USS Germantown (LSD-42) ist ein Docklandungsschiff der United States Navy und gehört der Whidbey-Island-Klasse an. Sie wurde nach der Schlacht von Germantown im Amerikanischen Unabhängigkeitskrieg benannt.

## Geschichte
LSD-42 wurde 1982 als zweite Einheit ihrer Klasse in Auftrag gegeben. Noch im selben Jahr wurde bei der Lockheed Shipbuilding and Construction Company in Seattle der Kiel des Schiffs gelegt, der Stapellauf fand 1984 statt. 1986 wurde die Germantown in die Flotte der US Navy übernommen.
Während des Zweiten Golfkrieges befand sich die Germantown im Persischen Golf. Am 1. Dezember 1990 verließ sie ihren Heimathafen San Diego. In den neun Monaten des Einsatzes war die Germantown an den simulierten amphibischen Landungen in den Vereinigten Arabischen Emiraten beteiligt. Im Anschluss wurde die Germantown als vorgeschobene Einheit in Japan stationiert, wo sie bis 2002 verblieb, um dann von der Harpers Ferry abgelöst zu werden. Germantown kehrte nach an Diego zurück, wo sie für 25 Mio. US-Dollar überholt wurde.
2003/2004 verlegte die Germantown von dort aus wiederum in den Persischen Golf, um an Operation Iraqi Freedom teilzunehmen. Die Kampfgruppe der Germantown um die Peleliu brachte die 13th Marine Expeditionary Unit ins Kriegsgebiet. 2006 folgte eine Verlegung im Rahmen der Operation Enduring Freedom mit der 11th Marine Expeditionary Unit, wiederum in den Persischen Golf. Auch ab Ende 2007 befuhr die Germantown den Golf, diesmal als Teil der Kampfgruppe um Tarawa. Im März 2011 wurde das Schiff vor die Küste Japans geschickt, um nach dem Tōhoku-Erdbeben für Nothilfe bereitzustehen. Anfang 2012 nahm die Germantown an der Übung Cobra Gold vor der Küste Thailands teil.